# Canton (Georgia)
Canton è una città degli Stati Uniti d'America, situata nella contea di Cherokee nello Stato della Georgia.